# Hermandad Franciscana del Santísimo Cristo de la Humildad (Salamanca)
La Hermandad Franciscana del Santísimo Cristo de la Humildad, con sede en el monasterio de la Purísima Concepción de las Franciscanas Descalzas de Salamanca, es una cofradía penitencial que participa en la Semana Santa salmantina. 
La hermandad se fundó con una clara identidad franciscana y que tiene como reto fundamental ayudar a los cristianos perseguidos en Tierra Santa

## Emblema
El emblema de la Hermandad fue diseñado por el artista Andrés Alén. Combina la característica tau de san Francisco, en color crudo, con la cruz griega de la Custodia de Tierra Santa, en color negro. El fondo del conjunto es de color marrón en alusión al hábito franciscano.

## Historia

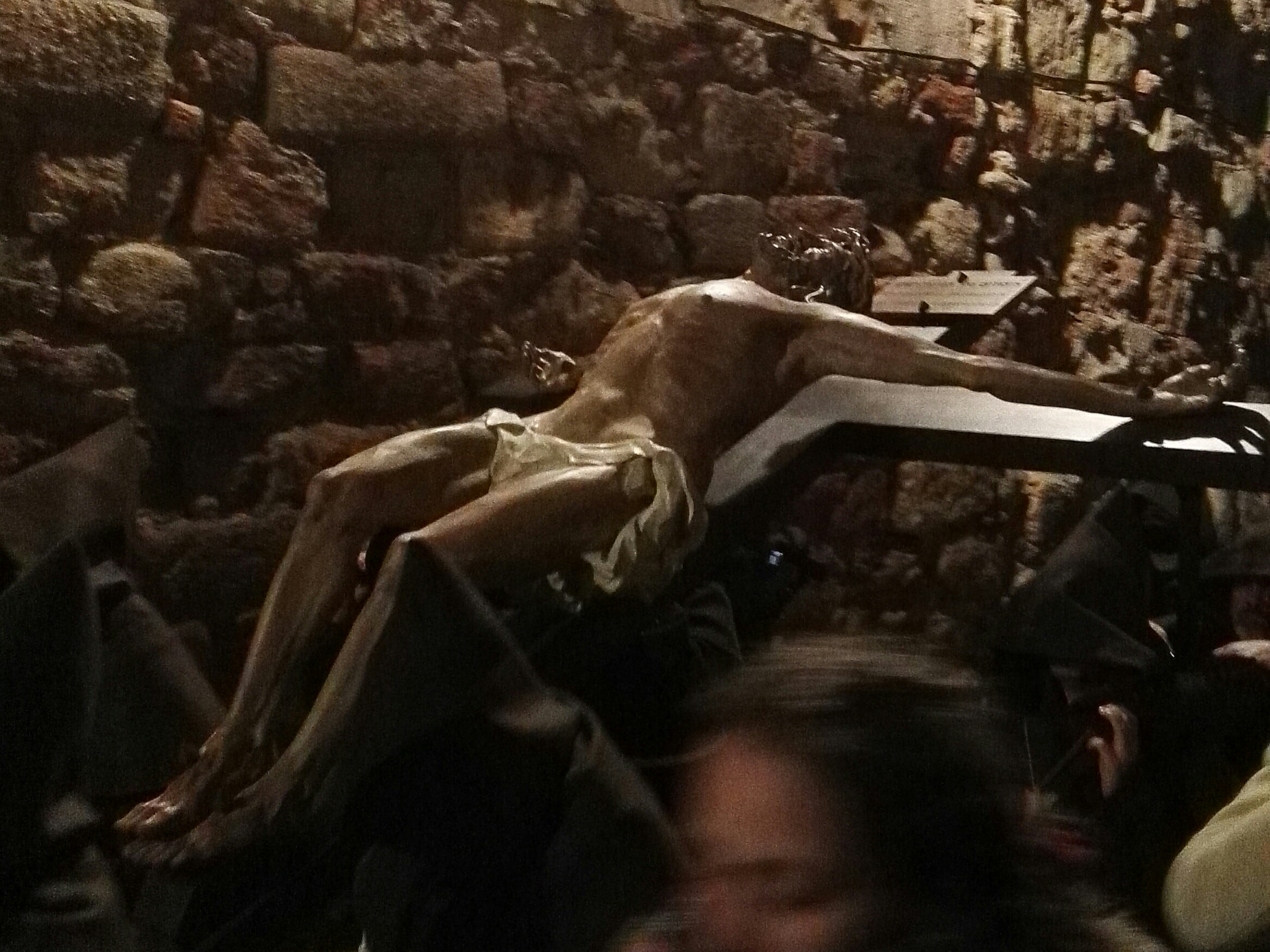
Imagen del Cristo de la Humildad en su primera salida procesional

La fundación de la hermandad está inspirada en la figura de Fray Romualdo Fernández Ferreira, superior de la Orden Franciscana en Siria, familiar del principal promotor y fundador J. M. Ferreira Cunquero. Tras su muerte en 2015 J. M. Ferreira entró en contacto con siete cofrades con la intención de crear una hermandad cuya acción, más allá del desfile penitencial, se centrase en ayudar a los cristianos de los Santos Lugares a través de la institución de la Custodia de Tierra Santa.
Presentado el proyecto a la Diócesis se aprobó por el obispo, quedando erigida en Hermandad penitencial el 16 de octubre de 2016, con sede canónica en el monasterio de la Purísima Concepción de las Franciscanas Descalzas. La cofradía ingresó en la Junta de Semana Santa de Salamanca en diciembre de 2016.
La Hermandad realizó su primer desfile penitencial en 2018, fijando la noche del Sábado de Pasión como día de salida. El desfile se caracterizará por la austeridad franciscana, partiendo de la Iglesia de San Martín, donde está expuesta al culto la imagen del Cristo de la Humildad desde su bendición.
La talla del Cristo de la Humildad se encargó a Fernando Mayoral, bendecida el 6 de diciembre de 2017 por Fray Francesco Patton, máxima autoridad franciscana de Tierra Santa. El patrimonio artístico de la hermandad se completa con una cruz de guía reinterpretando la imagen del Cristo de las Batallas de la catedral, obra de Ricardo Flecha, y una tabla del Cristo de San Damián de la pintora Paloma Pájaro.

## Titular
El Cristo de la Humildad es una talla encargada a Fernando Mayoral, que representa a Cristo vivo en la cruz en el momento previo a pronunciar la Primera Palabra.
El Cristo no muestra heridas ni desgarros en la piel, solo algunos hematomas, principalmente en el pómulo derecho. La corona de espinas está tallada sobre la misma imagen. La policromía, mate y muy sutil, da un carácter especial a la obra. Descansa sobre una cruz de sección cuadrangular de grandes dimensiones.

## Cultos y actividades
- Proclama por la Paz: Se celebra el domingo inmediatamente más cercano a la festividad de San Francisco de Asís. El acto se complementa con la intervención de varios poetas, combinada con intervenciones musicales. Se celebra en la sede canónica de la Hermandad, Monasterio de la Purísima Concepción, clarisas- franciscas descalzas.
- Espíritu de Asís: Se celebra en el Convento de los Capuchinos el 27 de octubre, siguiendo el formato del acto que se realiza por todo el mundo, instituido por San Juan Pablo II en Asís.
- Vía Crucis de Jerusalén: Se realiza un jueves de cuaresma, a la misma hora que el que celebran los franciscanos por la Vía Dolorosa de Jerusalén. Se lleva a cabo en el Monasterio de la Purísima Concepción, con el mismo formato que el que se lleva a cabo en Tierra Santa.
- Oración por la Paz: Se celebra en el mismo momento que sale la marcha penitencial a la calle, a las 22 horas del sábado anterior al Domingo de Ramos. En la celebrada en el año 2017, participaron 45 conventos franciscanos de clausura de toda España.
- Acción formativa: Se lleva a cabo durante el año, intentando un acercamiento al espíritu franciscano. La misma se imparte por los capellanes y por los franciscanos.

## Hábito
Está inspirado en el hábito original de la Orden franciscana, realizado en lana marrón. La cintura se ciñe con el cordón franciscano. Se completa con sandalias de cuero y la una cruz de tau al cuello realizada en madera de olivo con la cruz de la Custodia de Tierra Santa. Las cruces están confeccionadas por artesanos de Belén.